# هری دوفیلد
هری دوفیلد (انگلیسی: Harry Dutfield; december 1879 – ۶ ژوئن ۱۹۱۸) بازیکن فوتبال بود.